# Žatecký poloraný červeňák
Žatecký poloraný červeňák je odrůda chmele otáčivého, pěstovaná v Žatecké chmelařské oblasti. Jedná se o nejznámější odrůdu chmele na světě. Vyšlechtil ji ing. Karel Osvald. Díky vyššímu obsahu beta-hořkých kyselin je výrazně aromatická a používá se především do piv plzeňského typu. Odrůda je náročná na pěstování a kvůli vysoké ceně ji pivovary používají málo, většinou pouze na závěrečné chmelení. V roce 2007 byl žatecký chmel (klony Lučan, Blato, Osvaldův klon 31, Osvaldův klon 72, Osvaldův klon 114, Siřem, Zlatan, Podlesák a Blšanka) zapsán do rejstříku chráněných označení původu.